# Neophaedon pusillus
Neophaedon pusillus – gatunek chrząszcza z rodziny stonkowatych i podrodziny Chrysomelinae.
Gatunek ten opisany został w 2013 roku przez Ge S.Q. i M. Daccordiego.
Chrząszcz o wydłużonym, dość wypukłym ciele długości od 2,7 do 3,2 mm. Ubarwiony metalicznie spiżowo z rudobrązowymi głaszczkami szczękowymi, czułkami, odnóżami i brzegami sternitów od drugiego do piątego. Punkty na czole i ciemieniu delikatne i gęste, na przednio-bocznej płytce zapiersia drobne i stosunkowo gęste, na sternitach odwłoka gęste i drobne. Pokrywy o rzędach ustawionych parami i złożonych z punktów lekko wgłębionych i drobnych, a międzyrzędach poprzecznie pomarszczonych i delikatnie i gęsto punktowanych. Tylnych skrzydeł brak.
Owad znany z Syczuanu i Gansu w Chinach.